# Market Harborough
Market Harborough è una cittadina di 20 785 abitanti della contea del Leicestershire, in Inghilterra. È famosa per il Brooke House College, il college cittadino in grado di ospitare studenti da tutto il mondo.